# Ngọc Linh (ca sĩ)
Trần Ngọc Linh ( sinh ngày 24 tháng 12 năm 1979), cô từng được biết đến với vai trò là một ca sĩ và người dẫn chương trình. Làm quen với âm nhạc từ khi còn rất nhỏ, cô đã sớm được nhận vào sinh hoạt tại Đội ca của Nhà Văn hóa Thiếu nhi thành phố Hồ Chí Minh, thời kỳ này cô được công chúng yêu thích với những bài hát với chủ đề về thiếu nhi. Ở độ tuổi trung học, cô tham gia rất nhiều phong trào ca hát học đường và đoạt nhiều giải thưởng, đáng kể nhất là Huy chương vàng Tiếng hát học sinh - sinh viên năm 1989-1993. Bên cạnh đó, cô cùng với Diễm Quyên là đôi song ca từng rất được mến mộ vào đầu những năm 2000. Năm 2004, cô từ bỏ sự nghiệp âm nhạc để chuyển sang kinh doanh và dẫn chương trình.
Hiện tại, cô đang giữ vị trí điều hành nhân sự cho nhãn hiệu thời trang Giordano Việt Nam.

## Tiểu sử
Ngọc Linh sinh ngày 24 tháng 12 năm 1979 tại Thành phố Hồ Chí Minh, lên 3 tuổi cô đã bắt đầu làm quen với âm nhạc và sau đó được nhận vào tại Đội ca của Nhà Văn hóa Thiếu nhi thành phố, đây là nơi tìm kiếm và bồi dưỡng tài năng âm nhạc dành cho lứa tuổi thiếu niên - nhi đồng khá nổi tiếng, cùng sinh hoạt tại đây còn có các ca sĩ và nhạc sĩ thành danh sau này như: Đức Trí, Quỳnh Hoa, Diễm Quyên, Tam ca áo trắng,... Cô nhanh chóng khẳng định được tài năng ca hát với những ca khúc như: "Em đi chơi thuyền", "Những lá thuyền ước mơ", "Ngày đầu tiên đi học", "Mùa xuân yêu thương"... Tất cả đã đưa cô trở thành một trong những gương mặt sao nhí được yêu thích nhất vào thời điểm bấy giờ. Năm 1993, khi Bến Thành Audio - Video thực hiện cuốn băng VHS ca nhạc thiếu nhi "Cả nhà thương nhau", Ngọc Linh được chọn làm vai diễn minh hoạ cho ca khúc "Ngày đầu tiên đi học".
Năm 1993, Ngọc Linh cùng với 4 bạn trẻ khác của Việt Nam vượt qua vòng tuyển chọn để tham gia show diễn của ca sĩ Michael Jackson tại Thái Lan. Điều kiện của cuộc tuyển chọn là phải biết hát, múa, biết chơi ít nhất một nhạc cụ, và phải biết nói tiếng Anh. Tham gia chương trình còn có 20 thiếu nhi khác đến từ các quốc gia khác như Myanmar, Malaysia, Indonesia, Thái Lan và Philippines. Cuối cùng, Việt Nam có 2 thiếu nhi được chọn, nhưng vì show diễn thứ 2 bị bãi bỏ nên cô là bạn trẻ duy nhất của Việt Nam được hát chung với ca sĩ Michael Jackson trong ca khúc "Heal the World". Cô cũng là ca sĩ trong nước duy nhất được hát chung với Michael Jackson.
Trong thời kỳ còn là sinh viên Khoa Quản trị Kinh doanh - Trường Đại học Mở - Bán công Thành phố Hồ Chí Minh, Ngọc Linh tham gia rất nhiều phong trào âm nhạc dành cho sinh viên, và đoạt được khá nhiều giải thưởng, tiêu biểu là Huy chương vàng Tiếng hát học sinh - sinh viên năm 1989-1993, Huy chương bạc Hội diễn liên hoan dân ca các tỉnh phía Nam năm 1995, Giải ba Tiếng hát sinh - viên học sinh toàn quốc năm 1996.
Năm 1998, Ngọc Linh được các giáo viên ở Nhà Văn hóa thiếu nhi kết hợp hát chung với Diễm Quyên, cũng là một bạn học rất thân của cô tại đây. Đôi song ca với ngoại hình xinh xắn cùng những ca khúc dễ thương dành riêng cho thiếu nhi và tuổi teen đã tạo được dấu ấn lớn đối với khán giả, đặc biệt là sau thành công của các ca khúc như: "Tình thơ", "Gót ngọc", "Mưa phố",... Đôi song ca này còn góp mặt trong album đầu tay của nhóm Mắt Ngọc mang tên Khúc hát biển xanh do Trùng Dương Audio -Video thực hiện. Tuy nhiên vào năm 2001, Diễm Quyên dừng sự nghiệp ca hát để sang nước ngoài du học, còn Ngọc Linh tiếp tục với con đường ca sĩ hát đơn. Năm 2003, cô cho ra mắt album đầu tay mang tên Lựa chọn một vì sao, phần phối khí và biên tập các ca khúc đều do nhạc sĩ Nguyễn Hà thực hiện, phát hành bởi Trung tâm băng nhạc Vafaco. Album này nhanh chóng thành công với nhiều bài hit được yêu thích như: "Rồi từ đây", "Lựa chọn một vì sao", "Mùa hạ cuối cùng". Tuy nhiên đây lại là album cuối cùng của cô.
Năm 2004, cô chính thức chia tay sân khấu ca nhạc, để trở thành MC cho chương trình "Vui cùng Hugo" của Đài Truyền hình Thành phố Hồ Chí Minh (HTV), một trò chơi truyền hình tương tác dành cho thiếu nhi rất được yêu thích vào thời điểm bấy giờ. Ngoài ra, cô còn tham gia dẫn một số chương trình khác cũng của HTV như "Ngày chủ nhật của em" và "Giai điệu tình yêu". Một thời gian sau, cô thành lập công ty riêng mang tên Ngọc Linh, một công ty chuyên tổ chức biểu diễn, quay phim, thời trang, và bao gồm cả trung tâm ca múa nhạc thiếu nhi mang tên Cánh diều mơ ước. Năm 2006, sau khi kết hôn và có con, cô đã thôi nắm giữ vị trí giám đốc công ty Ngọc Linh. Hiện tại, cô đang đảm nhiệm công việc điều hành nhân sự cho nhãn hiệu thời trang Giordano tại Việt Nam.
Tháng 1 năm 2013, sau 10 năm từ giã âm nhạc, Ngọc Linh và Diễm Quyên bất ngờ ra mắt một video clip ca nhạc mang tên "Tình thơ", đây là bản song ca được chú ý nhiều nhất từ trước đây và cũng là cuối cùng của hai người trước khi tan rã. Nhạc phẩm sau đó được trình chiếu trên một kênh truyền hình dành cho giới trẻ, clip nhận được nhiều khen ngợi và bình luận tích cực, đồng thời nhanh chóng lan truyền trên các mạng xã hội. Tuy nhiên cả hai đều khẳng định sẽ không tiếp tục quay trở lại lĩnh vực ca hát.
Nhưng cho đến tối ngày 8 tháng 3 năm 2017, Ngọc Linh gây bất ngờ khi cô tái xuất sau 14 năm trong chương trình Mặt nạ ngôi sao. Năm 2019, cô là người góp giọng cùng nam rapper Đen Vâu trong ca khúc Mười năm (Lộn xộn 3); đồng thời vào tháng 10 cùng năm, Ngọc Linh thể hiện ca khúc chính mang tên Bỏ lại nơi thương nhớ cho bộ phim kinh dị Bắc kim thang.

## Đời sống riêng
Sau khi giải nghệ, năm 2006 cô lập gia đình với Thanh Tùng, giám đốc một công ty chuyên phân phối các sản phẩm thời trang như Belano, Samuel&Kelvin, Bossini. Trước đây, Ngọc Linh từng có mối tình khá xôn xao dư luận với nhạc sĩ Nguyễn Hà, người hỗ trợ cô rất nhiều trong album đầu tay Lựa chọn một vì sao. Hiện cô đã có con gái.

## Danh sách đĩa nhạc

### Album phòng thu
- Lựa chọn một vì sao (2003)

### Video ca nhạc
1. "Tình Thơ" (Hát chung với Diễm Quyên)
2. "Lựa Chọn Một Vì Sao"
3. "Mùa Hạ Cuối Cùng" (Hát chung với Diễm Quyên)
4. "Rồi Từ Đây"
5. "Điệp Khúc Mùa Xuân" (Hát chung với Diễm Quyên)
6. "Trường Làng Tôi"
7. "Chẳng Phiền Anh Nữa Đâu"
8. "Mưa Phố" (Hát chung với Diễm Quyên)
9. "Khi Yêu"
10. ”Mười Năm” (Hát chung với Đen Vâu 31/1/2019)
11. Liên khúc Người thầy & mong ước kỷ niệm xưa (Hát chung với Nguyễn Hồng Ân tháng 11 năm 2019)